# Gorna Orjachovica
Gorna Orjachovica (bulharsky Горна Оряховица) je město ležící v severním Bulharsku v Předbalkánu. Je správním střediskem stejnojmenné obštiny a žije v něm přibližně 29 tisíc obyvatel.
Město je důležitým železničním uzlem. V blízkosti města se nachází civilní letiště.

## Zeměpis

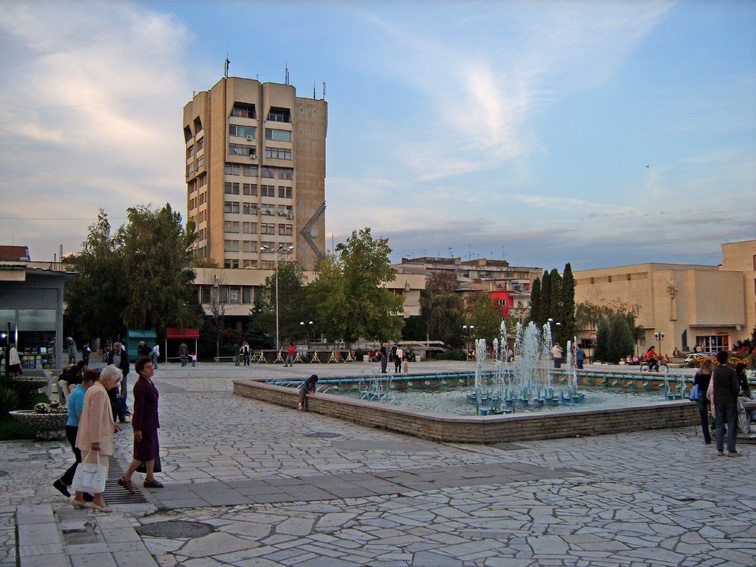
Náměstí Georgi Izmirlieva

### Umístění
Nachází se v centrální části Předbalkánu v údolí řeky Jantra, 6,6 km severovýchodně od správního centra oblasti Veliko Tarnovo. Nejnižší bod města má nadmořskou výšku 92 m, zatímco nejvyšší bod je náhorní plošina Kamaka s nadmořskou výškou 412 m západně od centra.
Obec má významnou geostrategickou polohu, neboť jejím územím procházejí důležité mezinárodní i místní dopravní tepny.

### Podnebí
Slunečných dnů je více než 70 za rok. Jeho poloha v mírném kontinentálním pásmu ovlivňuje klima, půdu, floru a faunu. Většina území obce spadá do mírného kontinentálního klimatického pásma. Pouze nejjižnější části patří do horského klimatického pásma. Průměrná roční teplota je +11,5 °C, zatímco průměrná roční teplota celého Bulharska je kolem +10,5 °C. Minimální teploty pro rok jsou v lednu, nejnižší byla naměřena v roce 1942 -31,5 °C a maximální byla naměřena v červenci +44,3 °C.
Srážky jsou nerovnoměrně rozloženy ve dvou srážkových maximech podzim–zima a jaro–léto. Průměrné roční množství srážek v zemi je 670 l/m². V obci během roku spadne průměrně 565 l/m², což je pod celostátním průměrem. V zimě většinou sněží a sněhová pokrývka je stabilní a v létě prší. Průměrná rychlost převládajících severozápadních a západních větrů je asi 2 m/s.

## Název
Původní jméno Rachovec pravděpodobně pochází z perského slova rah‎ znamenajícího „silnice“ a znamená „silniční pevnost“, tzn. etymologie jména může souviset s jazykem prabulharů. Název pevnosti se ve středověku vlivem slovanské fonosémantiky pozměnil.

## Dějiny

### Raná historie
První osídlení oblasti se datuje do druhé poloviny 5. tisíciletí před naším letopočtem (střední doba kamenná). V blízkosti města byly nalezeny stopy pozdně thráckého osídlení, jehož obyvatelé byli z kmene Krobizů. Postavili pevnost Kamaka, která existovala mezi 5. stoletím př. n. l. a 1. stoletím, kdy na jeho troskách postavili svou pevnost Římané. Tato osada postupně získávala ekonomickou sílu především důsledkem pěstování vinné révy a výrobou vína. Život v osadě pokračoval až do příchodu Slovanů v 6. – 7. století. V období mezi 7. a 12. stoletím bylo místo neosídleno.

### Středověk
Po obnovení bulharského státu v roce 1185 vznikla potřeba chránit nové hlavní město Trnovgrad. Bylo postaveno několik pevností, včetně Rachovce (1187 – 1190), který se nachází 4 km severozápadně od současného města. Během osmanské invaze byla pevnost dobyta Turky přerušením dodávky vody, ale zachovala si svou celistvost. Pevnost Rachovec existovala až do roku 1444, kdy ji zničil Vladislav III. Varnenčik při svém tažení proti osmanským Turkům. Od té doby je to také jeden z prvních záznamů o osadě s podobným názvem. Ve skutečnosti během prvních let osmanské nadvlády existovaly až tři osady – Mala, Sredna a Goljama Rachovica.

### Novověk
Firmanem z roku 1538 získala Gorna Orjachovica právo provozovat obchodní a řemeslné činnosti. V tomto období zde kvetlo zpracování kožešin, kožedělná výroba, železářství, zlatnictví, kolářství a sedlářství. Město získalo pověst velkého obchodního centra. Během obrození zde byla založena v roce 1822 klášterní škola a v roce 1859 byl otevřena jednotřídní občanská škola, která znamenala počátek zdejšího klasického vzdělávání. V roce 1869 již město mělo čitalište a o dva roky později byl založen ženský spolek "Prosveštenie". Díky vzrůstu hospodářského významu se obec stala v roce 1868 sídlem nahije v rámci Trnovského sandžaku. V roce 1870 dostala obec městská práva. Během rusko-turecké války vstoupila 8. července 1877 do města ruská vojska. Ve válce bojovalo 130 místních dobrovolníků. V době osvobození zde žilo 5 700 obyvatel, stálo tu 1 200 domů, 5 kostely a 6 škol.
V roce 1895 byla otevřena místní nemocnice. V roce 1899 byla zprovozněna železniční trať Sofie - Varna a otevřena zdejší železniční stanice, která se stala dopravním uzlem výstavbou trati do Ruse (1900). Podnikání napojené na železnici přineslo během krátké doby městu nejen obživu většině jeho obyvatel, ale i významný nárůst populace. Významným ekonomickým počinem nezávislým na železnici byla výstavba cukrovaru, na které se podíleli Češi a Italové. V roce 1917 na kopci Kamaka havaroval zepelín. V roce 1922 byl ve městě otevřen vzorkový veletrh, který se stal za tři roky mezinárodním, ale v roce 1932 se přesunul do Plovdivu.
Město je stále důležitým železničním uzlem a dopravním centrem a je největším v severním Bulharsku. Zaměstnání 20 % jeho práceschopného obyvatelstva je přímo navázáno na železnici. V červnu 2017 začala rozsáhlá rekonstrukce centra města

## Obyvatelstvo
K 15. prosinci 2023 ve městě žilo 29 550 obyvatel a bylo zde trvale hlášeno 33 403 obyvatel. Podle počtu obyvatel je Gorna Orjachovica větší než nejmenší správní středisko oblasti Smoljan. Níže uvedená tabulka ukazuje změnu počtu obyvatel města v období od roku 1887 do roku 2021:
| rok      | 1887  | 1910  | 1934  | 1946   | 1956   | 1965   | 1975   | 1985   | 1992   | 2001   | 2011   | 2021   |
| populace | 5 689 | 7 117 | 8 793 | 10 488 | 18 863 | 26 299 | 34 181 | 40 704 | 38 914 | 35 404 | 31 863 | 26 389 |

Podle sčítání 1. února 2011 bylo národnostní složení následující:
- Bulhaři: 27 381 (96.0 %)
- Turci: 499 (1.8 %)
- Romové: 433 (1.5 %)
- ostatní[p 3]: 195 (0.7 %)